# Trophée Jean Ferrand
Die Trophée Jean Ferrand ist eine Eishockeytrophäe der Ligue Magnus, der höchsten französischen Eishockeyspielklasse. Die Trophäe wird seit 1978 an den besten Torwart der Ligue Magnus vergeben und ist nach Jean Ferrand benannt, der in den 1940er und 1950er Jahren ein erfolgreicher Eishockeytorwart war. Rekordgewinner der Trophäe sind mit jeweils fünf Auszeichnungen Fabrice Lhenry und Petri Ylönen.

## Gewinner
| Jahr    | Spieler                       | Team                                      |
| ------- | ----------------------------- | ----------------------------------------- |
| 2023/24 | Marek Čiliak                  | Marseille HC                              |
| 2022/23 | Julian Junca                  | Rapaces de Gap                            |
| 2021/22 | Matija Pintarič               | Dragons de Rouen                          |
| 2020/21 | Quentin Papillon              | Scorpions de Mulhouse                     |
| 2019/20 | Matija Pintarič               | Dragons de Rouen                          |
| 2018/19 | Matija Pintarič               | Dragons de Rouen                          |
| 2017/18 | Henri-Corentin Buysse         | Gothiques d’Amiens                        |
| 2016/17 | Matija Pintarič               | Lyon Hockey Club                          |
| 2015/16 | Andrej Hočevar                | Image Club d’Épinal                       |
| 2014/15 | Jean-Sébastien Aubin          | Association des Sports de Glisse d’Angers |
| 2013/14 | Jeff Lerg                     | Ours de Villard-de-Lans                   |
| 2012/13 | Florian Hardy                 | Association des Sports de Glisse d’Angers |
| 2011/12 | Florian Hardy                 | Chamonix Hockey Club                      |
| 2010/11 | Ronan Quemener Billy Thompson | Rapaces de Gap Gothiques d’Amiens         |
| 2009/10 | Ramón Sopko                   | Diables Rouges de Briançon                |
| 2008/09 | Tommi Satosaari               | Diables Rouges de Briançon                |
| 2007/08 | Eddy Ferhi                    | Brûleurs de Loups de Grenoble             |
| 2006/07 | Eddy Ferhi                    | Brûleurs de Loups de Grenoble             |
| 2005/06 | Ramón Sopko                   | Dragons de Rouen                          |
| 2004/05 | Fabrice Lhenry                | Scorpions de Mulhouse                     |
| 2003/04 | Fabrice Lhenry                | Scorpions de Mulhouse                     |
| 2002/03 | Fabrice Lhenry                | Scorpions de Mulhouse                     |
| 2001/02 | Fabrice Lhenry                | Scorpions de Mulhouse                     |
| 2000/01 | Phil Groeneveld               | Dragons de Rouen                          |
| 1999/00 | Mika Pietilä                  | Reims Champagne Hockey                    |
| 1998/99 | Mika Pietilä                  | Reims Champagne Hockey                    |
| 1997/98 | Cristobal Huet                | Brûleurs de Loups de Grenoble             |
| 1996/97 | Cristobal Huet                | Brûleurs de Loups de Grenoble             |
| 1995/96 | Fabrice Lhenry                | Scorpions de Mulhouse                     |
| 1994/95 | Antoine Mindjimba             | Gothiques d’Amiens                        |
| 1993/94 | Petri Ylönen                  | Dragons de Rouen                          |
| 1992/93 | Petri Ylönen                  | Dragons de Rouen                          |
| 1991/92 | Petri Ylönen                  | Dragons de Rouen                          |
| 1990/91 | Corrado Micalef               | Diables Rouges de Briançon                |
| 1989/90 | Jean-Marc Djian               | Brûleurs de Loups de Grenoble             |
| 1988/89 | Petri Ylönen                  | Dragons de Rouen                          |
| 1987/88 | Petri Ylönen                  | Diables Rouges de Briançon                |
| 1986/87 | Patrick Foliot                | Mont-Blanc HC                             |
| 1985/86 | Frédéric Malletroit           | Gothiques d’Amiens                        |
| 1984/85 | Frédéric Malletroit           | Gothiques d’Amiens                        |
| 1983/84 | Patrick Foliot                | Club des Sports de Megève                 |
| 1982/83 | Charles Thillien              | ASG Tours                                 |
| 1981/82 | Daniel Maric                  | Brûleurs de Loups de Grenoble             |
| 1980/81 | Bernard Deschamps             | Chamonix Hockey Club                      |
| 1979/80 | Bernard Deschamps             | Chamonix Hockey Club                      |
| 1978/79 | Bernard Deschamps             | Chamonix Hockey Club                      |
| 1977/78 | Bernard Cal                   | Rapaces de Gap                            |